# Водонапорные башни-«близнецы»
Водонапорные башни-«близнецы»:
- Железнодорожные водонапорные башни Гердауэна
- Водонапорные башни Московского форштадта